# Consejos Comunitarios de Comunidades Negras
Los Consejos Comunitarios de las Comunidades Negras son personas jurídicas sobre tierras baldías en zonas rurales ribereñas a los ríos de la cuenca del Pacífico, cuya creación está autorizada por el Artículo 5º de la ley 70 de 1993, que tienen entre sus funciones las de administrar internamente las tierras de propiedad colectiva que se les adjudique, delimitar y asignar áreas al interior de las tierras adjudicadas, velar por la conservación y protección de los derechos de la propiedad colectiva, la preservación de la identidad cultural, el aprovechamiento y la conservación de los recursos naturales y hacer de amigables componedores en los conflictos internos factibles de conciliación.

## Estructura
Los consejos comunitarios pueden ser considerados sujetos de derecho privado que ejercen algunas funciones públicas a favor de sus comunidades. La Ley 70 de 1993 y el Decreto 1745 de 1995 asignan varias funciones a estos consejos, a través de sus órganos de dirección. Entre otras: 
- Ser titulares de la propiedad colectiva sobre las áreas que le sean adjudicadas.
- Delimitar y asignar áreas al interior de la tierra adjudicada, en los términos del artículo 7 de la Ley 70 de 1993. Conservar y proteger los derechos de propiedad colectiva, la preservación de la identidad cultural, el aprovechamiento y la conservación de los recursos naturales. Hacer de amigables componedores en los conflictos que se puedan conciliar.
- Representar a la comunidad para solicitar la adjudicación de terrenos.
- Conservar, mantener y propiciar la regeneración de la vegetación protectora de aguas y garantizando mediante un uso adecuado. La persistencia de ecosistemas especialmente frágiles, como los manglares y humedales, y protegiendo y conservando las especies de fauna y flora silvestre amenazadas o en peligro de extinción.
- Presentar y gestionar planes de desarrollo para su comunidad. Así como, crear y conservar el archivo de la comunidad, llevar libros de actas, cuentas y de registro de las áreas asignadas y los cambios que al respecto se realicen. Presentar, concertar, ejecutar y hacer seguimiento a proyectos y programas con entidades públicas y privadas para el desarrollo económico, social y cultural de su comunidad.
- Por otro lado, formular ante las secretarias de planeación de las entidades territoriales, proyectos de inversión pública para que sean financiados a través del Sistema General de Regalías (artículo 2.2.4.1.1.4.2., Decreto Único Reglamentario 1082 de 2015 y Acuerdo 045 del 2017 emitido por la Comisión Rectora del Sistema de Regalías).

De esta forma se puede interpretar que los consejos comunitarios son personas jurídicas, diferentes a las entidades estatales, pero pueden ejercer funciones públicas, según la Ley 70 de 1993 y el Decreto 1745 de 1995. Además, con la nueva Ley 2056 de 2020, pueden ejecutar recursos públicos sí se apruebas sus proyectos de inversión y que sean ejecutoras de esos recursos.

## Registro
El registro de los consejos comunitarios aprobados están a cargo del Ministerio del Interior a través de la Dirección de Asuntos para las Comunidades Negras, Afrocolombianas, Raizales y Palenqueras.

## Proceso de Comunidades Negras
El Proceso de Comunidades Negras de Colombia (PCN), es una organización de nivel nacional de la comunidad negra de Colombia. Esta organización articula a más de 140 organizaciones de base, consejos comunitarios y personas que trabajan en la transformación social, económica, política y territorial de las comunidades negras, afrodescendientes, raizales y palenqueras, mediante la defensa y reivindicación de sus derechos.
En 1991 se concretó un proceso para unir esfuerzos e influir en el reconocimiento de los derechos de las comunidades negra en la Constituyente de 1991 y además de la definición de Colombia como nación "pluriétnica y multicultural", conquistó el artículo transitorio 55, que ordenó reglamentar los territorios colectivos y los derechos de los afrocolombianos. El Proceso se consolidó tras la aprobación de la ley 70 de 1993 o Ley de Comunidades Negras, uno de los mayores avances del pueblo negro en materia legislativa en el país.
El PCN ha participado en diferentes organismos de concertación, así como en los organismos de unidad con otros organizaciones y movimientos sociales y en los paro nacionales de 2019 y 2021.